# توکاهای نخلی
توکاهای نخلی (نام علمی: Cichladusa) نام یک سرده از خانواده مگس‌گیران است.